# Kento Awano
Kento Awano (japanisch 粟野 健翔 Awano Kento; * 5. Januar 2001 in der Präfektur Yamagata) ist ein japanischer Fußballspieler.

## Karriere
Kento Awano erlernte das Fußballspielen in der Jugendmannschaft von Vegalta Sendai sowie in der Universitätsmannschaft der Sendai University. Im April 2022 wurde er von der Universität bis Saisonende an den Drittligisten Fukushima United FC verliehen. Sein Drittligadebüt für den Verein aus Fukushima gab er am 29. April 2022 (7. Spieltag) im Auswärtsspiel gegen den Ehime FC. Hier stand er in der Startelf und spielte die kompletten 90 Minuten. Das Spiel endete 0:0. 2022 bestritt er zehn Ligaspiele für den Drittligisten. Nach der Ausleihe wurde er am 1. Februar 2023 fest von Fukushima unter Vertrag genommen.